# Angutit Inersimasut GM 2019
Il  GrønlandsBANKEN GM 2019 è stata la 49ª edizione del Campionato Nazionale di calcio della Gronlandia maschile. La fase finale della massima competizione si è svolta presso la città di Sisimuit dal 5 all'11 agosto 2019. L'edizione è stata vinta dalla formazione della Nagdlunguaq-48 per l'undicesima volta nella sua storia.

## Turno di qualificazione

### Groenlandia del Nord
G-44 Qeqertarsuaq qualificata per la Fase finale.

### Disko Bay
| Pos | Team           | Pld | W | D | L | GF | GA | GD  | Pts | Qualification or relegation                          |
| --- | -------------- | --- | - | - | - | -- | -- | --- | --- | ---------------------------------------------------- |
| 1   | Nagdlunguaq-48 | 2   | 2 | 0 | 0 | 23 | 1  | +22 | 6   | Qualificata alla Fase Finale della Coca-Cola GM 2019 |
| 2   | Kugsak-45      | 2   | 1 | 0 | 1 | 9  | 4  | +5  | 3   |                                                      |
| 3   | Tupilak-41     | 2   | 0 | 0 | 2 | 0  | 27 | −27 | 0   |                                                      |

### Groenlandia Centrale
| Pos | Team                           | Pld | W | D | L | GF | GA | GD  | Pts | Qualification or relegation                          |
| --- | ------------------------------ | --- | - | - | - | -- | -- | --- | --- | ---------------------------------------------------- |
| 1   | Inuit Timersoqatigiiffiat-79   | 4   | 3 | 0 | 1 | 18 | 3  | +15 | 9   | Qualificate alla Fase Finale della Coca-Cola GM 2019 |
| 2   | B-67 Nuuk                      | 4   | 2 | 0 | 2 | 16 | 8  | +8  | 6   | Qualificate alla Fase Finale della Coca-Cola GM 2019 |
| 3   | Grønlands Seminarius Sportklub | 4   | 2 | 0 | 2 | 9  | 12 | −3  | 6   | Qualificate alla Fase Finale della Coca-Cola GM 2019 |
| 4   | Nuuk IL                        | 4   | 2 | 0 | 2 | 10 | 12 | −2  | 6   |                                                      |
| 5   | FC Asummiut                    | 4   | 1 | 0 | 3 | 6  | 23 | −17 | 3   |                                                      |

Note:
1. B-67 e GSS and Nuuk IL finiscono il girone\ in parità; ma per differenza reti la B-67 si classifica al 2ºposto.

### Groenlandia del Sud
Eqaluk-54 si qualifica per la Fase Finale del Campionato. Il Kissaviarsuk-33, Nagtoralik Paamiut e il Narsaq-85 falliscono la qualificazione.

## Fase Finale
| Pos | Team                           | Pld | W | D | L | GF | GA | GD  | Pts | Qualification or relegation                                    |
| --- | ------------------------------ | --- | - | - | - | -- | -- | --- | --- | -------------------------------------------------------------- |
| 1   | G-44 Qeqertarsuaq              | 5   | 4 | 1 | 0 | 14 | 5  | +9  | 13  | Qualificate per la Finale della Coca-Cola GM 2019              |
| 2   | Nagdlunguaq-48                 | 5   | 4 | 0 | 1 | 27 | 4  | +23 | 12  | Qualificate per la Finale della Coca-Cola GM 2019              |
| 3   | B-67 Nuuk                      | 5   | 3 | 1 | 1 | 16 | 6  | +10 | 10  | Qualificate per la Finale 3º posto della Coca-Cola GM 2019     |
| 4   | Inuit Timersoqatigiiffiat-79   | 5   | 2 | 0 | 3 | 7  | 15 | −8  | 6   | Qualificate per la Finale 3º posto della Coca-Cola GM 2019     |
| 5   | Eqaluk-54                      | 5   | 1 | 0 | 4 | 8  | 22 | −14 | 3   | Qualificate per la Finale del 5º posto della Coca-Cola GM 2019 |
| 6   | Grønlands Seminarius Sportklub | 5   | 0 | 0 | 5 | 3  | 23 | −20 | 0   | Qualificate per la Finale del 5º posto della Coca-Cola GM 2019 |

### Prima Giornata
| Inuit Timersoqatigiiffiat-79 | 3–1 | Eqaluk-54 |
| ---------------------------- | --- | --------- |

Sisimiut Stadium, Sisimiut
| G-44 Qeqertarsuaq | 6–2 | Grønlands Seminarius Sportklub |
| ----------------- | --- | ------------------------------ |

Sisimiut Stadium, Sisimiut
| Nagdlunguaq-48 | 4–0 | B-67 Nuuk |
| -------------- | --- | --------- |

Sisimiut Stadium, Sisimiut

### Seconda Giornata
| Nagdlunguaq-48 | 3–1 | Inuit Timersoqatigiiffiat-79 |
| -------------- | --- | ---------------------------- |

Sisimiut Stadium, Sisimiut
| B-67 Nuuk | 1–1 | G-44 Qeqertarsuaq |
| --------- | --- | ----------------- |

Sisimiut Stadium, Sisimiut
| Eqaluk-54 | 5–1 | Grønlands Seminarius Sportklub |
| --------- | --- | ------------------------------ |

Sisimiut Stadium, Sisimiut

### Terza Giornata
| Nagdlunguaq-48 | 1–2 | G-44 Qeqertarsuaq |
| -------------- | --- | ----------------- |

Sisimiut Stadium, Sisimiut
| B-67 Nuuk | 3–1 | Eqaluk-54 |
| --------- | --- | --------- |

Sisimiut Stadium, Sisimiut
| Inuit Timersoqatigiiffiat-79 | 2–0 | Grønlands Seminarius Sportklub |
| ---------------------------- | --- | ------------------------------ |

Sisimiut Stadium, Sisimiut

### Quarta Giornata
| Nagdlunguaq-48 | 14–1 | Eqaluk-54 |
| -------------- | ---- | --------- |

Sisimiut Stadium, Sisimiut
| B-67 Nuuk | 5–0 | Grønlands Seminarius Sportklub |
| --------- | --- | ------------------------------ |

Sisimiut Stadium, Sisimiut
| Inuit Timersoqatigiiffiat-79 | 1–4 | G-44 Qeqertarsuaq |
| ---------------------------- | --- | ----------------- |

Sisimiut Stadium, Sisimiut

### Quinta Giornata
| Nagdlunguaq-48 | 5–0 | Grønlands Seminarius Sportklub |
| -------------- | --- | ------------------------------ |

Sisimiut Stadium, Sisimiut
| B-67 Nuuk | 7–0 | Inuit Timersoqatigiiffiat-79 |
| --------- | --- | ---------------------------- |

Sisimiut Stadium, Sisimiut
| Eqaluk-54 | 0–1 | G-44 Qeqertarsuaq |
| --------- | --- | ----------------- |

Sisimiut Stadium, Sisimiut

## Play-Offs

### Finale per il 5º posto
| 11 Agosto 2019 | Eqaluk-54 | 6 - 0 | Grønlands Seminarius Sportklub |
| -------------- | --------- | ----- | ------------------------------ |

### Finale per il 3º posto
| 11 Agosto 2019 | B-67 Nuuk | 0 - 2 | Inuit Timersoqatigiiffiat-79 |
| -------------- | --------- | ----- | ---------------------------- |

### Finale per il 1º e 2º posto
| 11 Agosto 2019 | G-44 Qeqertarsuaq | 0 - 2 | Nagdlunguaq-48 |
| -------------- | ----------------- | ----- | -------------- |